# Kfar Aza
Kfar Aza (en hebreo: כְּפַר עַזַּה) es un kibutz ubicado en Israel, en el Distrito Meridional, en el Concejo Regional Shaar HaNéguev.

## Demografía
La población del kibutz es judía secular. En 2014, los judíos seculares constituían la mayor parte de la población del kibutz, siendo minoritarios los judíos religiosos. Kfar Aza es un pueblo pequeño y cuenta con una población ligeramente en crecimiento. El 31 de diciembre de 2014, vivían en el kibutz 693 personas. En 2014, la población del kibutz aumentó ligeramente.
| Año       | 1961 | 1972 | 1983 | 1995 | 2001 | 2003 | 2004 | 2005 | 2006 | 2007 | 2008 | 2009 | 2010 | 2011 | 2012 | 2013 | 2014 |
| --------- | ---- | ---- | ---- | ---- | ---- | ---- | ---- | ---- | ---- | ---- | ---- | ---- | ---- | ---- | ---- | ---- | ---- |
| Población | 78   | 212  | 501  | 587  | 638  | 681  | 690  | 726  | 760  | 760  | 768  | 692  | 687  | 677  | 666  | 669  | 693  |

## Geografía y ubicación
Kfar Aza se encuentra a 89 metros sobre el nivel del mar, en el extremo noroeste del desierto del Néguev, en una zona que ha sido intensamente fertilizada e irrigada desde la segunda mitad del siglo XX y que ha perdido el carácter de paisaje desértico. Es una franja agrícola adyacente a la Franja de Gaza y conectada con la llanura costera. A pocos kilómetros de la aldea, se encuentran las localidades palestinas de Gaza y Beit Hanun. Al noreste del kibutz se encuentra la localidad de Mefalsim. Al suroeste del pueblo se encuentra el bosque de Simhoni, plantado artificialmente. El pueblo está situado a 10 kilómetros de la costa del Mar Mediterráneo, a unos 68 kilómetros al suroeste del centro de Tel Aviv, a unos 74 kilómetros al suroeste del centro histórico de Jerusalén y a 7 kilómetros al suroeste de la ciudad de Sederot. Kfar Aza está habitada por judíos, ya que los asentamientos ubicados en esta región son mayoritariamente judíos, sin embargo, 2 kilómetros al noroeste comienza la franja de Gaza, que cuenta con una gran población árabe palestina. Kfar Aza está conectado a la red de transporte nacional por la carretera 232. Al sur del pueblo se encuentra la carretera 25.

## Historia
El kibutz Kfar Aza fue fundado en 1951, originalmente el asentamiento se llamaba Yagev Shdemot (יגב-שדמות). El nombre actual recuerda a la cercana ciudad árabe de Gaza. Los primeros colonos se establecieron aquí en agosto de 1951, eran judíos de Egipto y Marruecos. El kibutz fue abandonado en 1955 y no fue poblado nuevamente hasta enero de 1957, por unidades militares de la Brigada Nahal. 1958, se inauguró una piscina en el kibutz, en 1966, se construyó un comedor común. 1973, la empresa industrial Kafrit Group, inició las operaciones de procesamiento de plásticos (actualmente emplea a 140 personas). En 1974, este kibutz fue el primero en Israel en poner en funcionamiento un sistema de riego automático, para los campos de cultivo locales. En 1992, se inauguró un complejo de biblioteca, centro social y aulas, existen varias instalaciones deportivas en el pueblo, también hay una tienda de conveniencia y un centro de salud. A finales de los años 1990, el kibutz pasó por una privatización y se deshizo de los elementos de colectivismo en su gestión. En el año 2000, comenzó la construcción de un nuevo barrio residencial, en el extremo occidental del asentamiento agrícola ya existente. En 2006, 38 familias ya vivían en el nuevo barrio. El territorio administrativo por el pueblo alcanza unos 10.000 dunams (10 kilómetros cuadrados). Debido a su proximidad a la Franja de Gaza, la aldea es un objetivo frecuente de los cohetes Qassam, disparados desde la cercana Franja de Gaza, controlada por Hamás. El 9 de mayo de 2008, un miembro del kibutz murió de esta manera, después de que un cohete lanzado desde la Franja de Gaza impactara en el jardín de su casa. 
El 7 de octubre de 2023, periodistas de la agencia de noticias Associated Press, presenciaron el secuestro de cuatro civiles del kibutz por parte de militantes de Hamás, en medio del conflicto israelí-palestino de octubre de 2023. El 10 de octubre, después de que las Fuerzas de Defensa de Israel (FDI) retomaran el control de la aldea, hubo informes de que el Ejército israelí había descubierto una masacre de civiles en el kibutz.
Como parte de un amplio ataque sorpresa contra más de 20 ciudades y aldeas en el sur de Israel el 7 de octubre de 2023, aproximadamente 70 militantes de Hamás se infiltraron en Kfar Aza, masacraron a los residentes y dejaron la aldea en ruinas. Los infiltrados de Hamás atacaron la aldea desde cuatro direcciones. Destruyeron la valla que rodeaba el perímetro del pueblo y mataron indiscriminadamente a los residentes, incendiaron automóviles y casas, y forzaron la entrada a las viviendas utilizando granadas de mano y granadas propulsadas por cohete (RPG). Más de un centenar de civiles israelíes murieron en el ataque.